# Full Circle (álbum de Drowning Pool)
Full Circle é o terceiro álbum de estúdio da banda Drowning Pool, lançado em 2007. Ficou na 64° posição nas paradas da Billboard.

## Faixas
Todas as faixas por Drowning Pool, exceto onde anotado.
1. "Full Circle" – 3:18
2. "Enemy" – 3:26
3. "Shame" – 3:10
4. "Reborn" (Sixx) – 4:09
5. "Reason I'm Alive" – 3:50
6. "Soldiers" – 3:31
7. "Paralyzed" – 3:42
8. "Upside Down" – 4:18
9. "37 Stitches" – 3:50
10. "No More" – 4:35
11. "Love X2" – 3:25
12. "Duet" – 3:21
13. "Rebel Yell" (cover de Billy Idol) (Idol, Stevens) – 4:22